# Deutsche Expedition in das Nördliche Eismeer

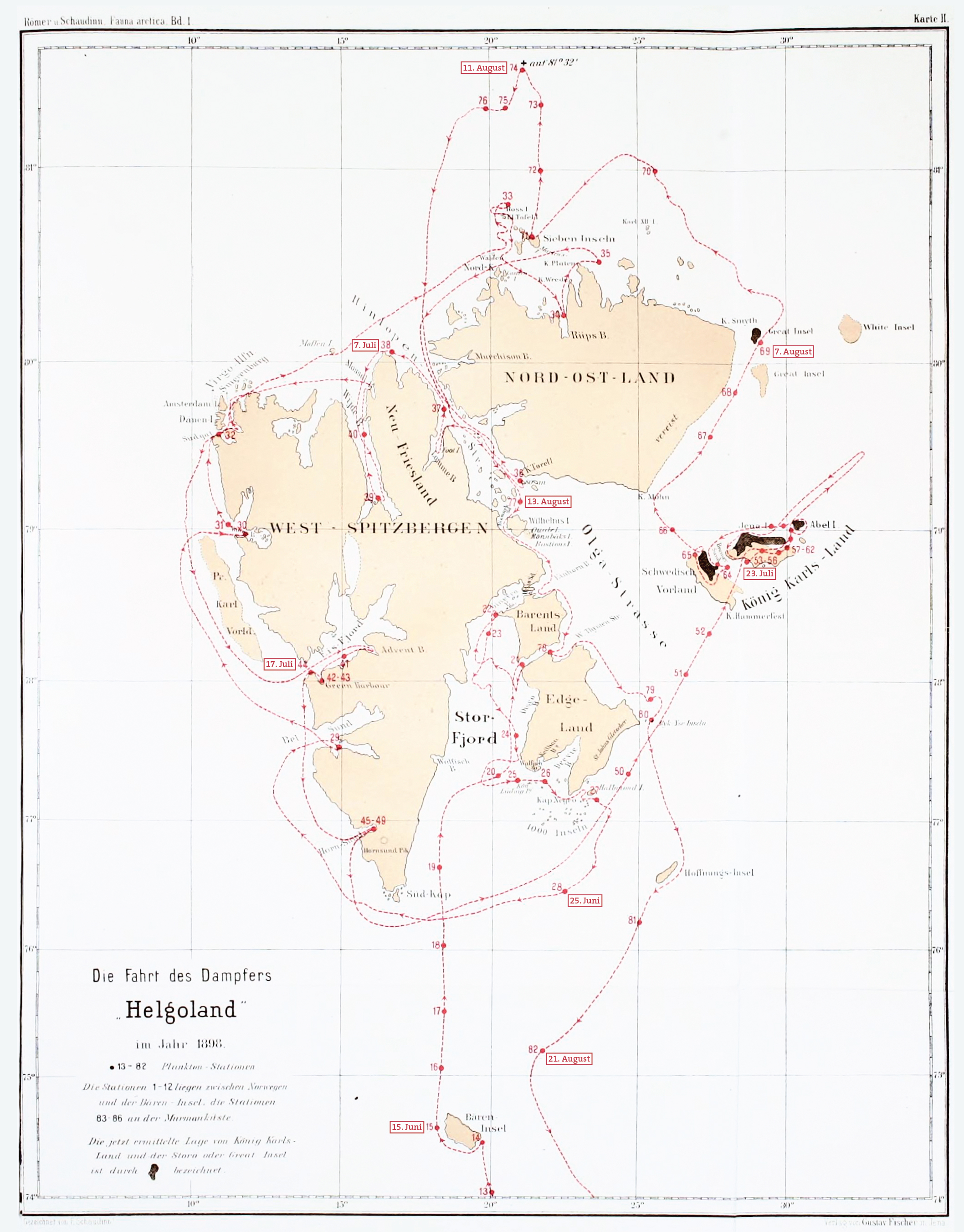
Karte Spitzbergens mit der Fahrtroute der Helgoland und Korrekturen der Küstenlinien durch Kapitän Rüdiger. Die Nummern bezeichnen die Planktonstationen.

Die Deutsche Expedition in das Nördliche Eismeer, nach dem verwendeten Schiff auch Helgoland-Expedition genannt, führte im Sommer 1898 nach Spitzbergen und an die Murmanküste. Organisatorisch wurde sie vom Geschäftsmann und Journalisten Theodor Lerner geleitet, wissenschaftlich von den Berliner Zoologen Fritz Schaudinn und Fritz Römer. Im Zentrum des wissenschaftlichen Interesses standen die Meeresbiologie und die Ornithologie. Das wichtigste geographische Ergebnis war die erste Vermessung des König-Karl-Lands.

## Vorläufer
Nach der Entdeckung der Insel Spitzbergen durch Willem Barents am 19. Juni 1596 wurde Svalbard im 17. Jahrhundert vor allem von niederländischen Walfängern besucht. Die nächste Entdeckungsreise, die die Inselgruppe erreichte, war die des russischen Admirals Wassili Tschitschagow, der auf seiner Suche nach einer Passage von der Kolahalbinsel nach Kamtschatka 1764 bis 1766 die Westküste der Insel kartieren ließ. Es folgten Forschungsreisen der britischen Admiralität, geleitet von Constantine Phipps (1773) und William Edward Parry (1827), die das geografische Wissen über den Spitzbergen-Archipel bedeutend erweiterten, deren Teilnehmer aber auch Naturbeobachtungen anstellten. So ist Phipps der Erstbeschreiber des Eisbären.
Joseph Paul Gaimard leitete 1838 und 1839 die erste rein wissenschaftliche Expedition nach Spitzbergen an Bord der französischen Korvette La Recherche. Im Mittelpunkt standen Forschungen auf dem Gebiet der Ozeanographie, der Glaziologie, der Zoologie und Botanik. 1858 erforschte Otto Martin Torell die gesamte Westküste Spitzbergens vom Hornsund bis nach Amsterdamøya. Drei Jahre später fuhr er an der Nordküste entlang. Die Serie schwedischer Unternehmungen setzte Adolf Erik Nordenskiöld 1864, 1868 und 1872–1873 fort. 1868 segelte das Schiff der Ersten Deutschen Nordpolar-Expedition unter Carl Koldewey durch die Hinlopenstraße zwischen Spitzbergen und Nordostland bis nach Wilhelmøya. Während des Ersten Internationalen Polarjahrs 1882–1883 richtete Schweden eine geophysikalische Forschungsstation am Isfjorden ein. Unter Leitung von Nils Ekholm wurden umfangreiche meteorologische und erdmagnetische Beobachtungen vorgenommen.
In den folgenden Jahren wurde Spitzbergen fast jährlich von Geographen besucht, die das Wissen um die Inselgruppe stetig erweiterten. Besonders bemerkenswert sind die schwedischen Expeditionen von Gustaf Nordenskiöld (1868–1895) 1890 und Gerard de Geer 1896 sowie die Erforschung des Inselinnern durch den englischen Alpinisten Martin Conway 1896 und 1897. Der deutsche Zoologe Willy Kükenthal leitete 1889 eine von der Bremer Geographischen Gesellschaft organisierte Forschungsreise mit der Yacht Berentine, bei der erstmals auch einige Inseln des König-Karl-Archipels kartiert wurden.

## Vorbereitung und Ziele

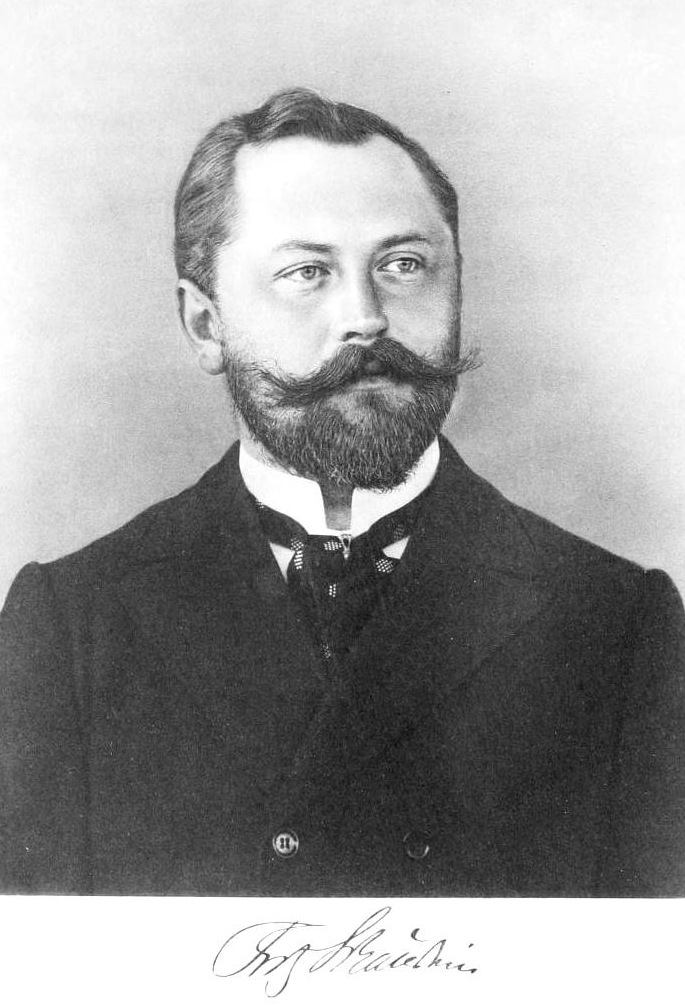
Fritz Schaudinn

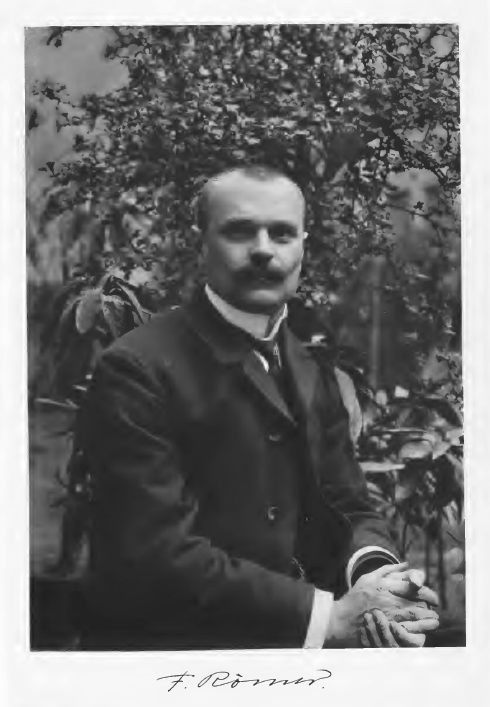
Fritz Römer

Im Winter 1897/98 begann der Journalist Theodor Lerner, eine private Jagdreise nach Svalbard zu planen, die zugleich der Suche nach Salomon August Andrée und seinen beiden Gefährten dienen sollte. Lerner hatte Andrée 1896 und 1897 auf Danskøya besucht, um dem Start zu dessen Versuch beizuwohnen, den Nordpol mit einem Gasballon zu erreichen. Ballon und Besatzung waren seitdem verschollen, und verschiedene Hilfsexpeditionen versuchten, deren Schicksal aufzuklären.
Im Zuge der Vorbereitungen änderte sich der Charakter der bevorstehenden Reise dahingehend, dass auf der Grundlage von Vereinbarungen mit dem Reichsmarineamt, dem Naturkundemuseum Berlin und dem Zoologischen Institut der Friedrich-Wilhelms-Universität Berlin zoologische, ozeanographische und geographische Arbeiten in das Programm aufgenommen wurden. Die Zoologen Fritz Römer und Fritz Schaudinn erhielten die Möglichkeit, an der Reise teilzunehmen, über das Schiff und die Mannschaft zu verfügen und Einfluss auf die Reiseroute zu nehmen. Ernst Haeckel unterstützte die Expedition finanziell über die Paul-von-Ritter-Stiftung. Einen Teil der Finanzierung übernahm auch der Berliner Lokal-Anzeiger, für den der Journalist Reinhold Cronheim als Berichterstatter an der Reise teilnahm.
Die Grundzüge der geplanten Expedition wurden Anfang 1898 von einer wissenschaftlichen Konferenz in Berlin festgelegt. Sie sahen vor, dass die Helgoland von Bremerhaven über Tromsø zunächst zur Ostküste, dann zur West- und Nordküste Spitzbergens fahren und anschließend über Jan Mayen nach Tromsø zurückkehren sollte, um dort die Kohle- und Proviantvorräte zu ergänzen. Es war geplant, danach über Vardø, Archangelsk und Nowaja Semlja die Inselgruppe Franz-Joseph-Land anzusteuern und auf dem Rückweg nach Möglichkeit König-Karl-Land zu kartieren. Im Mittelpunkt der Reise sollten die meeresbiologischen Arbeiten von Schaudinn und Römer stehen, insbesondere auf dem Gebiet der Plankton- und Tiefseeforschung. Des Weiteren wollte man in den nördlichen Gewässern Nachforschungen nach dem Verbleib der Andrée’schen Expedition anstellen. Daneben wurden aber auch die Interessen der übrigen Expeditionsteilnehmer nach Möglichkeit berücksichtigt. Als Nebenziele wurden genannt:
1. Forschungen und Sammlungen auf dem Gebiet der Bakterien, der tierischen Parasiten oder von sonstigem physiologischen Interesse;
2. die Jagd im eigenen Interesse, wie auch im Interesse der zoologischen Forschung;
3. einem Maler Gelegenheit zum Studium zu geben;
4. einem Schriftsteller die Gelegenheit zu geben, Stoff zu sammeln zu Schilderungen des Nord-Meeres, der Erlebnisse darin und seiner Wunder, für das größere Publikum;
5. soviel die Verhältnisse es mit sich brachten und gestatteten, oceanographische, meteorologische und geographische Beobachtungen anzustellen. Diese Thätigkeit wurde notwendig beschränkt durch die Menge und die Vorbildung des Personals wie auch durch die Anzahl der auf dem kleinen Schiffe mitzuführenden Instrumente, welche die Expedition durch das zu besonderem Dank verpflichtende Entgegenkommen der Kaiserlichen Marine von dieser geliehen erhalten hat.

Theodor Lerner hatte darüber hinaus die Absicht, die Bäreninsel für das Deutsche Kaiserreich in Besitz zu nehmen. Er verfolgte den Plan, hier eine deutsche Fischerei- und Walfangstation zu errichten und die Kohlevorkommen der Insel auszubeuten.

## Teilnehmer
Leiter des Expedition war Theodor Lerner, ein umtriebiger Journalist und Geschäftsmann, der zuvor schon mehrere Arktisreisen unternommen hatte.
Die wissenschaftlichen Arbeiten wurden von Fritz Römer und Fritz Schaudinn ausgeführt. Römer, ein Schüler Haeckels, war zu dieser Zeit Kustos am Naturkundemuseum in Berlin. Er wechselte nach der Reise zu Willy Kükenthal nach Breslau und wurde später Direktor des Senckenbergmuseums Frankfurt am Main. Schaudinn war Privatdozent am Zoologischen Institut in Berlin. Er gehörte zu den führenden Protozoenforschern und entdeckte 1905 gemeinsam mit Erich Hoffmann den Erreger der Syphilis.
Der Schiffsarzt Ludwig Julius Brühl, Assistent am Königlichen Physiologischen Institut in Berlin, führte eigene Forschungsarbeiten auf bakteriologischem, physiologischem und hygienischem Gebiet aus. Der Tiermaler Richard Friese wollte die großen arktischen Säugetiere in ihrem natürlichen Lebensraum studieren. Stoff für Reportagen suchte der Schriftsteller und Journalist Reinhold Cronheim. Um zu jagen, nahmen die königlichen Forstassessoren von Krosigk und Brüning sowie der großherzoglich-mecklenburgische Jagdjunker von Strahlendorf an der Reise teil.
Nautischer Leiter der Expedition war Korvettenkapitän a. D. Hugo Rüdiger. Die Mannschaft bestand aus zwei Steuerleuten, drei Maschinisten, einem Heizer, vier Matrosen und einem Tierpräparator. In Tromsø wurden der Eislotse Sören Johannesen und der Harpunier Claus Thue (1856–1929) an Bord genommen.

## Ausrüstung
Bei der Oldenburgischen Hochseefischerei-Gesellschaft in Geestemünde wurde für die Expedition der Fischdampfer Helgoland gechartert. Das Schiff war nur 34 m lang und ließ sich dadurch gut auch durch enge Rinnen im Eis manövrieren. Sein geringer Tiefgang von lediglich fünf Metern erlaubte es, tief in die flachen Buchten des befahrenen Gebiets einzudringen. Die für die vorgesehenen Schleppnetzzüge notwendige Dampfwinde war bereits vorhanden, es wurde allerdings eine 2500 m lange Stahldrahttrosse mit Hanfseele beschafft, um auch in der Tiefsee dredschen zu können. Zusätzlich wurde auf der Reling eine Handwinde angeschraubt, die bei Planktonfängen in geringer Tiefe zum Einsatz kam. Für Tiefenlotungen stattete man das Schiff mit einer Lotmaschine nach Sigsbee aus. Der im vorderen Teil des Dampfers gelegene Raum, der bisher zur Aufbewahrung der gefangenen Fische gedient hatte, wurde in ein Laboratorium umgewandelt. Die letzte arktische Ausrüstung bekam die Helgoland erst im norwegischen Tromsø: Es wurden zwei Fangboote an Bord gebracht und an der Spitze des Vormastes ein Krähennest als Ausguck befestigt.
Die wichtigste Ausrüstung für den Fang der Meerestiere waren die verschiedenen Netze. Für die Untersuchung der Bodenfauna waren ein größeres viereckiges Trawl, mehrere dreieckige Dredschen von 75 cm Seitenlänge sowie verschiedene kleinere Handdredschen im Gebrauch. Fischfang wurde mit einer kleinen Kurre, einem Heringsnetz, einem Buttnetz, mehreren Handnetzen, Reusen und Angelgerät betrieben. Für die Planktonforschung waren Gazenetze verschiedener Form und Größe an Bord.

## Verlauf der Expedition

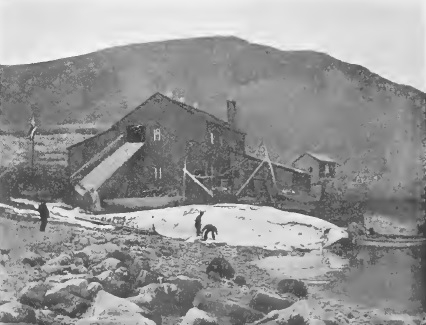
Walstation Rolvsøya: Untersuchung eines Finnwals

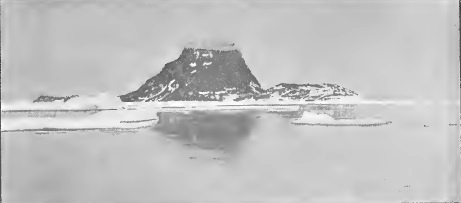
Rossøya (links) und Vesle Tavleøya (Mitte), die nördlichsten Inseln Spitzbergens

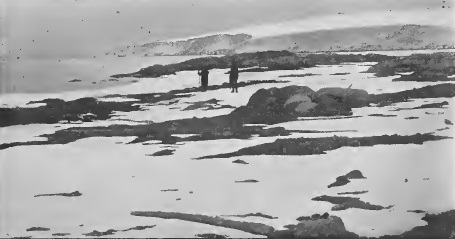
Auf der Insel Storøya

Die Helgoland verließ Geestemünde Ende Mai 1898. Nach einem Zwischenstopp in Bergen kamen in Tromsø die letzten Besatzungsmitglieder an Bord. Vor dem Erreichen der hohen See ließ Lerner an der Walstation auf der Insel Rolvsøya Halt machen. Hier hatten die Zoologen die Möglichkeit, die Anatomie eines 22 Meter langen weiblichen Finnwals zu studieren.
Vom 12. bis 15. Juni lag die Helgoland vor der Südküste der Bäreninsel vor Anker. Während die Jäger den Miseryfjellet bestiegen, untersuchten die Biologen fünf der Süßwasserteiche, die auf der Bäreninsel in großer Zahl zu finden sind. Lerner steckte unterdessen mit Kapitän Rüdiger einen 60 Hektar großen Claim ab, um seinen Anspruch, hier in der Zukunft Kohle zu fördern, formell geltend zu machen. In einem Schreiben an den deutschen Reichskanzler bat er, ihm gegebenenfalls den Schutz des Deutschen Kaiserreiches angedeihen zu lassen. Damit durchkreuzte Lerner ohne sein Wissen einen Geheimplan der deutschen Reichsregierung, der ebenfalls auf eine Inbesitznahme der Bäreninsel hinauslief. Einen Tag nach der Helgoland traf auch eine schwedische Expedition unter Leitung des Geologen Alfred Gabriel Nathorst auf der Bäreninsel ein.
In Sichtweite des Südkaps der Insel Spitzbergen tauchten die ersten Eisschollen auf. Die Helgoland hielt sich östlich und fuhr in den Storfjord ein, die große Wasserstraße zwischen Spitzbergen im Westen und den Inseln Edgeøya und Barentsøya im Osten. Hier nahm die Dichte der Eisschollen zu. Bei ruhigem, sonnigem Wetter und Lufttemperaturen um 6 °C suchte die Helgoland sich durch das Treibeis ihren Weg nach Norden. Am 20. Juni erreichte das Schiff den Eingang zum Ginevrabotnen, der aber durch die Eismassen ebenso blockiert war wie zuvor der Freemansund, die zweite in die Olgastraße führende Meerenge. Der Weg konnte deshalb nur nach Süden fortgesetzt werden. Mehrmals gingen die Forscher an Land, z. B. an der Diskobucht Edgeøyas und auf der Insel Berentineøya, wo Kükenthal 1889 gestrandet war.
Die Expedition wollte nun mit König-Karl-Land ihr eigentliches Ziel ansteuern, aber schon bei Halvmåneøya an der Südostküste Edgeøyas stieß sie auf einen Gürtel dichten Packeises. Deshalb wurde zunächst die vom Golfstrom eisfrei gehaltene Westküste Spitzbergens angelaufen. Am 27. Juni musste die Helgoland im Bellsund Schutz vor einem Sturm suchen. Zwei Tage später wurde der Kongsfjord erreicht. Am Magdalenefjord vorbei führte die Fahrt durch das Sørgattet in den Smeerenburgfjord. Im Virgohafen besuchten die Expeditionsteilnehmer das Haus des britischen Abenteurers Arnold Pike und fanden Andrées Ballonhalle von 1896 in Trümmern vor.
Über das zunächst noch eisfreie Meer steuerte die Helgoland am 1. Juli die Insel Moffen an. Damit war der 80. nördliche Breitengrad überschritten. Der Weg führte weiter zu den nördlichsten Inseln Spitzbergens, zur Ross-Insel (Rossøya) und zur Kleinen Tafelinsel (Vesle Tavleøya). Ein Vorstoß nach Norden wurde bei 80° 48′ Nord vom Eis gestoppt. Anschließend bog die Helgoland in die Hinlopenstraße zwischen den Inseln Spitzbergen und Nordostland ein, die bis Torellneset befahrbar war. Hier wurde gewendet, und – mit einem Zwischenstopp im Wijdefjord – umfuhr das Schiff die Insel Spitzbergen nördlich, um sich am 12. Juli im Adventfjord mit dem Kreuzfahrtschiff der Hamburg-Amerikanischen Packetfahrt-Actien-Gesellschaft (HAPAG) Augusta Victoria zu treffen, von dem vereinbarungsgemäß Kohle übernommen wurde.
Am 15. Juli wurde die Reise mit dem Ziel Ostspitzbergen fortgesetzt. Vor einem Sturm musste die Helgoland aber zunächst im Hornsund Schutz suchen. Anschließend ging es um das Südkap herum und an Edgeøya vorbei, so dass am 23. Juli König-Karl-Land in Sicht kam. Zur Orientierung – die Karte verzeichnete die Südspitze Svenskøyas 15 Seemeilen zu weit südlich – wurde eine kleine Insel betreten, die später von Rüdiger den Namen Helgolandøya erhielt. Bis zum 5. August wurde der gesamte Archipel erforscht und ein kurzer Vorstoß nach Nordost in Richtung Franz-Josef-Land unternommen. Die Biologen fanden bei ihren Schleppnetzzügen und Landexkursionen eine reiche Fauna vor. Kapitän Rüdiger kartierte das wenig bekannte Gebiet in fliegender Vermessung neu.
Mit dem Ziel, die Eisgrenze im Nordosten zu bestimmen, wurde nun Kurs auf Nordostland genommen, das bei Kap Mohn erreicht wurde. Hier wurde die Fahrt nach Norden entlang der Ostküste der Insel fortgesetzt und am 7. August bei Storøya Anker geworfen, das Kapitän Rüdiger 20 Seemeilen nördlicher fand als auf seiner englischen Seekarte verzeichnet. Hier fiel die Entscheidung, Nordostland nördlich zu passieren. Bei Martensøya wartete die Expedition zwei Tage auf gutes Wetter, bevor der Vorstoß nach Norden unternommen wurde, der das Schiff am 11. August bei 81° 32′ Nord an die Eiskante führte, der die Helgoland nach Westen folgte, bevor sie nach Süden in die Hinlopenstraße einbog. Die Eisverhältnisse erlaubten es, durch die Bismarckstraße (heute Bjørnsund) westlich an Wilhelmøya vorbeizufahren. Durch die Olgastraße fuhr das Schiff an der Westküste Barentsøyas und Edgeøyas entlang, machte Abstecher in den Heleysund und den Freemansund und wurde an den Ryke Yseøyane noch einmal von Treibeis aufgehalten. Schließlich passierte die Helgoland die Insel Hopen und erreichte am 22. August Tromsø.
Für den zweiten Teil der Reise blieb wenig Zeit, da der Sommer inzwischen weit fortgeschritten war. Nowaja Semlja und Franz-Josef-Land waren keine realistischen Ziele mehr. Das verbleibende Programm wurde deshalb gekürzt und Archangelsk zum neuen Ziel erklärt. Nach zehntägigem Aufenthalt im Hafen von Tromsø, der zum Bunkern von Kohle, zur Reinigung der Maschine und zum Verpacken der biologischen Sammlungen genutzt wurde, lief die Helgoland am 2. September wieder aus. Die raue See erlaubte zunächst keine Dredschzüge. Die erste Station an der Murmanküste war Port Wladimir, ein kleiner Fischereihafen in der Ura-Bucht, in deren Schutz die Netze wieder ausgeworfen werden konnten. Als Nächstes wurde der Katharinenhafen in der Kolabucht angelaufen, wo gerade die Siedlung Alexandrowsk (heute Poljarny) errichtet wurde. Die Wissenschaftler besuchten die dortige biologische Station und unternahmen mit deren stellvertretendem Direktor Leonid Breitfuß eine zweitägige Exkursion zur Insel Kildin, wo sie den Reliktsee Mogilnoje untersuchten. Anschließend setzte die Helgoland ihre Fahrt nach Archangelsk fort. Nach einigen Dredschzügen im Weißen Meer kehrte die Expedition Anfang Oktober über Vadsø, Hammerfest und Tromsø nach Geestemünde zurück.
Obwohl bei Landexpeditionen und Bootsfahrten immer wieder nach Spuren des vermissten Andrée Ausschau gehalten wurde, blieb die Suche erfolglos. Die sterblichen Reste der Ballonfahrer wurden erst 1930 auf der östlich von Storøya liegenden Insel Kvitøya gefunden.

## Ergebnisse

### Zoologie

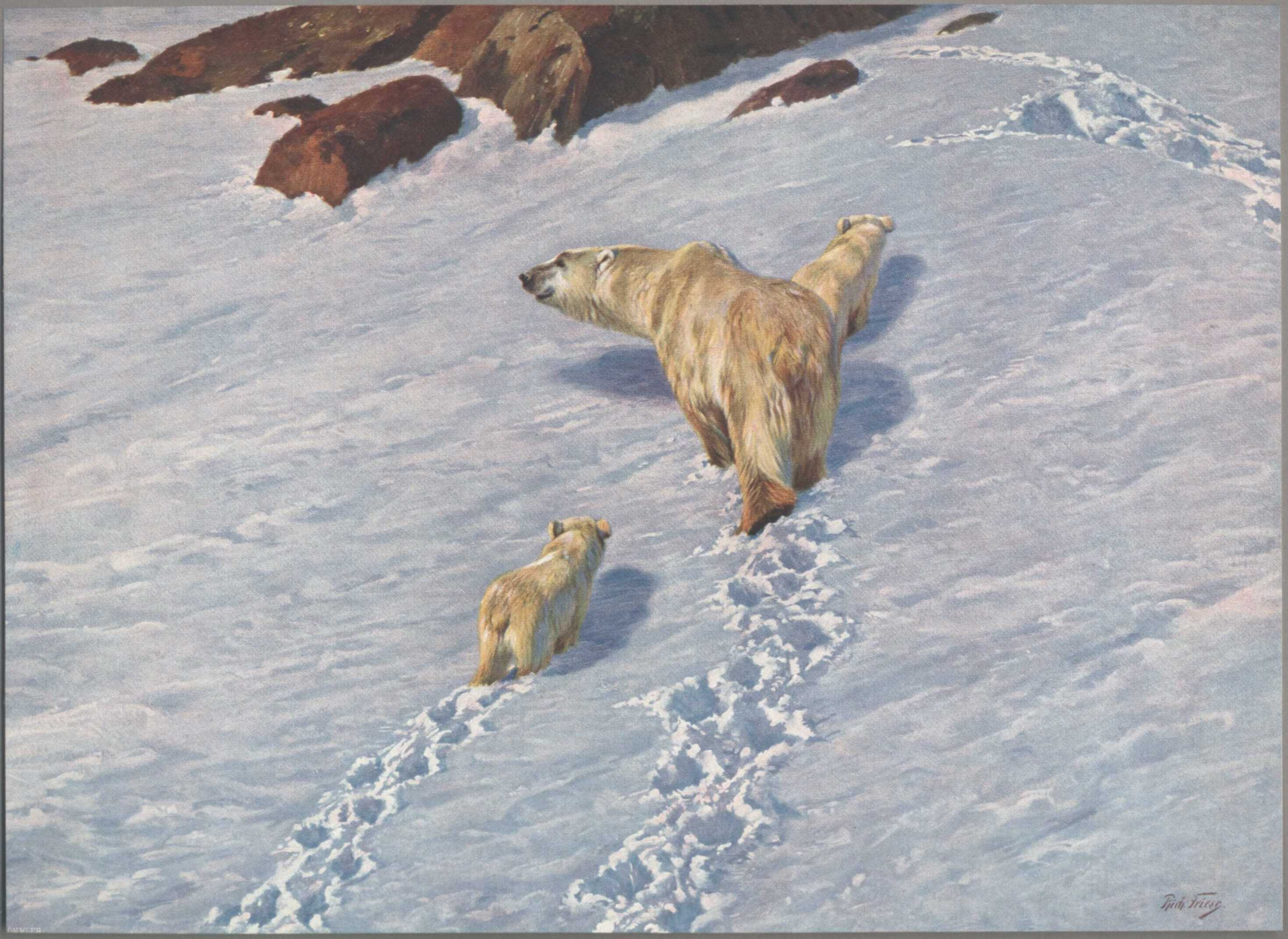
Richard Friese: Eisbärfamilie

Die Bilanz der meeresbiologischen Arbeiten der Helgolandexpedition war beeindruckend. Die günstigen Eisverhältnisse des Sommers 1898 hatten es erlaubt, in nur einer Saison den gesamten Spitzbergenarchipel zu umfahren und alle größeren Fjorde anzulaufen. Die Forscher hatten hier 51 Dredschstationen angelegt und acht weitere an der Murmanküste. An vielen dieser Stationen wurde das Schleppnetz mehrmals ausgebracht. Entsprechend groß war die Ausbeute an benthischen Lebewesen. Von besonderem Interesse für die Fachwelt waren die Dredschzüge am nördlichsten Punkt der Reise, die am Kontinentalhang in über 1000 m Tiefe durchgeführt wurden und erstmals Erkenntnisse über die arktische Tiefseefauna lieferten. Darüber hinaus waren an 86 Stationen Planktonnetze ausgebracht worden, 82 davon in den Gewässern Spitzbergens.
Weitere Schwerpunkte bildeten die Säugetiere und besonders Vögel. Durch die Hilfe der mitreisenden Jäger gelang es, 40 Eisbären, 43 Robben, 3 Polarfüchse und zahlreiche Vögel zu erlegen. Vier Eisbären wurden lebend gefangen. Die Biologen untersuchten jeweils auch den Magen- und Darminhalt der getöteten Tiere, um sich Aufschluss über die Ernährungsverhältnisse und den Parasitenbefall der jeweiligen Art zu verschaffen. Auf Abeløya wurde eine Brutkolonie der seltenen Elfenbeinmöwe entdeckt.
Die Ergebnisse der Helgolandexpedition waren so umfangreich, dass Römer und Schaudinn sich entschlossen, nicht nur – wie üblich – die Ergebnisse ihrer Expedition zu veröffentlichen, sondern ein umfassendes Werk über die arktische Tierwelt herauszugeben, genannt Fauna Arctica. Die zahlreichen Fachkollegen, die sich an dieser gewaltigen Aufgabe beteiligten, waren nicht nur zur wissenschaftlichen Beschreibung des von Römer und Schaudinn gesammelten Materials, sondern zusätzlich zu einer Bestandsaufnahme der bereits bekannten Arten der von ihnen bearbeiteten Tiergruppe aufgefordert. Sie sollten auch einen Vergleich zwischen unterschiedlichen Gebieten der Arktis und zugleich zwischen der Arktis und der Antarktis vornehmen. Neben Römer und Schaudinn beteiligten sich 70 weitere Zoologen an diesem Werk.
Viele Präparate Römers und Schaudinns befinden sich heute im Museum für Naturkunde in Berlin, darunter ihre bedeutende Sammlung mariner Wirbelloser.

### Ozeanographie und Geographie
Die Helgoland war das erste deutsche Schiff, dem es gelang, den gesamten Spitzbergen-Archipel zu umrunden, und das erste Schiff überhaupt, das Nordostland entgegen dem Uhrzeigersinn umfuhr. Kapitän Rüdiger nahm während der Fahrt eine Reihe von Korrekturen an den verfügbaren Seekarten vor, die – besonders in Ostspitzbergen – ungenau war. So fand er Storøya 20 Seemeilen nördlicher vor als erwartet. Es wurden auch immer wieder Tiefenlotungen ausgeführt, die das lückenhafte Wissen über das Bodenprofil der Gewässer um Spitzbergen erweiterten.
Der größte Erfolg auf geographischem Gebiet war die erstmalige Vermessung von König-Karl-Land. Noch im selben Sommer kartierte auch die schwedische Expedition Nathorsts die Inselgruppe. C. J. O. Kjellström
und Axel Hamberg (1863–1933) erstellten eine Karte, die Abeløyas Ostküste allerdings nur als gepunktete Linie darstellt. Rüdigers Karte ist nicht nur genauer, sie erschien auch ein Jahr früher als die schwedische. Beide stellten einen großen Fortschritt gegenüber Kükenthals Karte von 1889 dar.
Die Expedition vergab Namen für mehrere geographische Objekte, zum Beispiel Helgolandinsel, Tirpitzinsel und Kükenthalinsel. Heute erinnern weitere Bezeichnungen an ihre Teilnehmer: Kap Schaudinn, Römerneset, Lernervegen, Lernerneset und Kap Brühl.

### Publikation der Ergebnisse

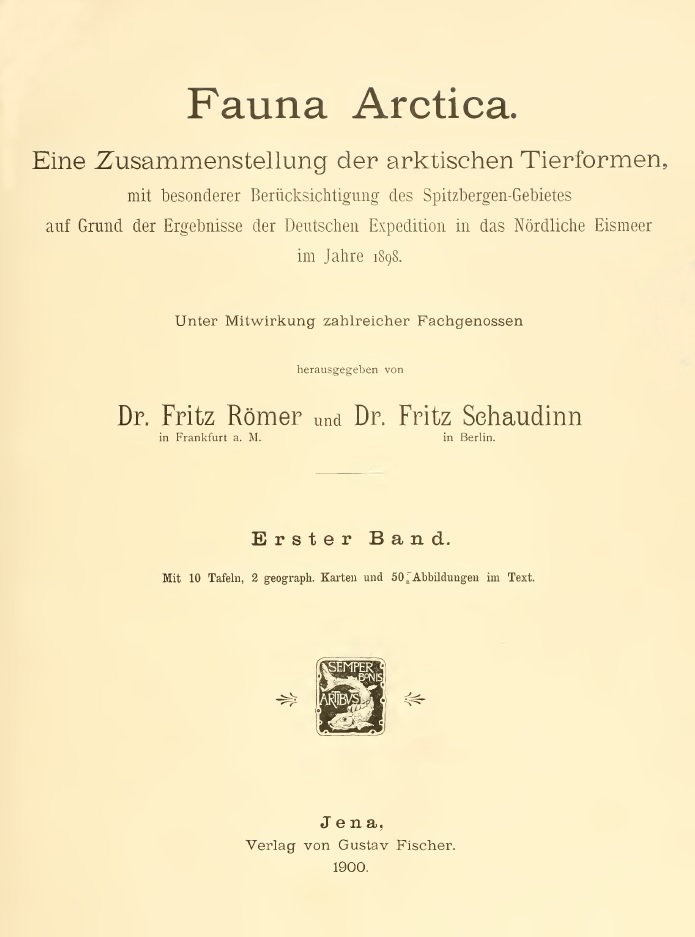
Titelseite des ersten Bandes der Fauna Arctica

Bereits am 5. November 1898 hielt Kapitän Rüdiger vor der Gesellschaft für Erdkunde zu Berlin einen Vortrag über den Verlauf der Expedition und ihre Ausbeute auf geographischem Gebiet, der in den Verhandlungen der Gesellschaft veröffentlicht wurde. Am 24. Mai des Folgejahres stellten Römer und Schaudinn erste vorläufige Ergebnisse ihrer Forschungsarbeit auf der 9. Jahresversammlung der Deutschen Zoologischen Gesellschaft in Hamburg vor.
Im Januar 1900 erschien im Gustav Fischer Verlag Jena die erste Lieferung des ersten Bandes der Fauna Arctica mit Beiträgen von Fritz Römer, Fritz Schaudinn, Franz Eilhard Schulze, Johannes Thiele, Otto von Linstow und Hubert Ludwig. Zwei weitere Lieferungen folgten im August und Dezember. Der zweite Band erschien in drei Lieferungen in den Jahren 1901 und 1902, der dritte 1903 und 1904 und der vierte 1905 und 1906. Nachdem beide Herausgeber früh verstorben waren, setzte August Brauer die Reihe 1910 mit dem fünften Band fort. Erst 1928 erschien dessen letzte Lieferung und 1931 bis 1933 der sechste Band, herausgegeben von Walther Arndt.